# Anciens Combattants Canada
Pour les articles homonymes, voir Combattant (homonymie).
Anciens Combattants Canada (anglais : Veterans Affairs Canada) (nom légal : ministère des Anciens Combattants) est, au Canada, le ministère chargé de fournir des services et des avantages aux anciens combattants et à leurs familles.
Le ministère fut créé en 1944 pendant la Seconde Guerre mondiale. Le mandat du soin des soldats blessés et malades avait d'abord été confié au ministère des Pensions et de la Santé nationale depuis 1928, mais le volume de soldats revenant de la guerre était telle qu'un ministère dédié était requis. Le nom du ministère en anglais est inchangé depuis 1944 alors qu'en français il s'est d'abord appelé ministère des Affaires des anciens combattants jusqu'en décembre 1988 pour être renommé ministère des Anciens combattants.